# Vilém Bukovský
Vilém Bukovský (24. září 1831 Sedlec – 19. března 1899 Karlín) byl český profesor techniky, specialista na stavbu mostů, silnic a železnic.

## Život
Studoval v Praze. Od roku 1851 pracoval ve stavebním odboru jižní dráhy ve Štýrském Hradci, odkud o čtyři roky později přešel do odboru výstavby mostů u Rakouské společnosti státní dráhy. Podílel se na stavbě mostů přes Hron a Ipeľ na hlavní trati u dnešního Štúrova. V roce 1863 byl jmenován inženýrem I. třídy a zástupcem vrchního inženýra.
Roku 1865 se stal profesorem pražské techniky, tehdy ještě dvojjazyčné. Přednášel v češtině a v roce 1869, kdy se česká a německá škola oddělily, se stal jedním z prvních vyučujících na nově vzniklé české technice. Působil zde téměř třicet let.
Byl oceňovaný pro své teoretické i praktické znalosti. Stal se čestným členem Akademického čtenářského spolku a Spolku posluchačů inženýrství. Zasedal i ve sboru obecních starších města Prahy. V roce 1889 byl předsedou výběrové komise pro stavbu mostu Legií.

## Dílo
Bukovský byl autorem řady odborných textů, např.:
- O spěradlech a věšadlech
- O měření vody na Labi u Poděbrad
- O vyvedení zkruží pro klenuté kamenné mosty
- Statistický výpočet kamenných klenutých mostů
- Montování nosičů systému Howe
- Konstrukce obloukových mostů dřevěných, železných a řetězových